# Nosopsyllus mikulini
Nosopsyllus mikulini är en loppart som först beskrevs av Kunitsky et Kynitskaya 1961.  Nosopsyllus mikulini ingår i släktet Nosopsyllus och familjen fågelloppor. Inga underarter finns listade i Catalogue of Life.